# Mandi Baard
Mandi du Plooy (Johannesburgo, 1 de octubre de 1982), conocida como Mandi Baard, es una actriz, modelo y locutora sudafricana. Interpretó el papel de "Lara" en la telenovela Egoli: Place of Gold de M-Net, así como por las telenovelas Binnelanders, 7de Laan y Getroud Met Rugby.

## Biografía
Baard nació el 1 de octubre de 1982 en Johannesburgo, Sudáfrica. Se graduó con una licenciatura en administración de empresas en la Universidad de Stellenbosch.

## Carrera profesional
En 1998, como locutora, interpretó el papel principal en la serie africana Samaritaan y debutó como actriz en la serie en afrikáans Saartjie. En 2009, se incorporó a la decimotercera temporada de la telenovela Egoli: Place of Gold y desempeñó el papel de "Lara" hasta la decimoctava temporada. En 2012, apareció en la telenovela Binnelanders y luego se unió a la telenovela 7de Laan en 2014. En 2015, actuó en la película Sink como "Monique". En 2018, dio vida a la "Sra. Peters" en la película Looking for love.
En 2018, se unió a la tercera temporada del drama de kykNet, Getroud Met Rugby, donde interpreta el papel de "Lienkie".

## Filmografía
| Año  | Título                  | Rol         | Tipo                | Ref. |
| ---- | ----------------------- | ----------- | ------------------- | ---- |
| 1998 | Samaritaan              |             | Serie de televisión |      |
| 2009 | Egoli: Place of Gold    | Lara        | Serie de televisión |      |
| 2012 | Binnelanders            | Bianca      | Serie de televisión |      |
| 2014 | 7de Laan                | Elna        | Serie de televisión |      |
| 2015 | Sink                    | Monique     | Película            |      |
| 2018 | Looking for love        | Sra. Peters | Película            |      |
| 2018 | Kampkos                 | Ella misma  | Serie de televisión |      |
| 2018 | Getroud met rugby       | Lienkie     | Serie de televisión |      |
| 2019 | Hoe om 'n perd te teken | Ma          | Película            |      |

## Vida personal
Está casada con Schalk Baard desde 2008, en George, SA. La pareja tiene un niño y una niña.